# فیرفیلد شرقی (اوهایو)
فیرفیلد شرقی (به انگلیسی: East Fairfield) یک منطقهٔ مسکونی در ایالات متحده آمریکا است که در بخش فیرفیلد، شهرستان کلمبیانا، اوهایو واقع شده‌است.